# Collingwood Football Club
O Collingwood Football Club, conhecido como "The Magpies", é um clube profissional de futebol australiano que compete na Australian Football League (AFL). O clube é sediado em  Melbourne, Austrália, e joga suas partidas no Melbourne Cricket Ground. O clube anteriormente tinha sede de treinamento e administração no Victoria Park em Abbotsford, onde esteve entre 1897–1999, agora está no Olympic Park Oval e o Westpac Centre. Os magpies tem a maior torcida do futebol australiano e recorde de publico.